# John Garrels

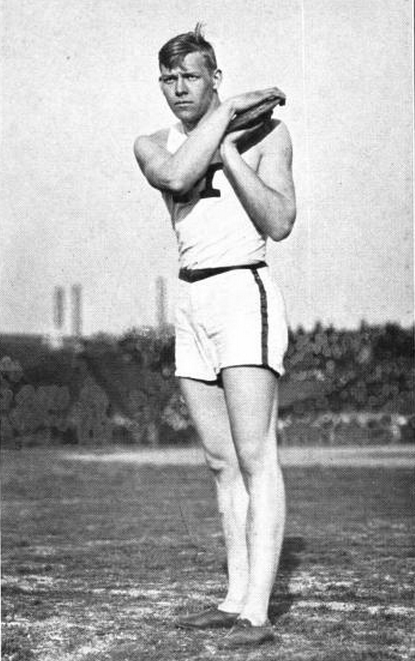
John Garrel preparándose para realizar un lanzamiento.

John Carlyle Garrel (nacido el 18 de noviembre de 1885 , murió el 21 de octubre de 1956 ) era un atleta estadounidense que compitió en los Juegos Olímpicos de 1908 en Londres .
Garrel ganó dos medallas olímpicas en atletismo en los Juegos Olímpicos de 1908 en Londres . Terminó segundo en los 110 metros con vallas con un tiempo de 15,7 detrás del estadounidense Forrest Smithson quien estableció un nuevo récord mundial de 15,0. En el lanzamiento de peso Garrel obtuvo medalla de bronce por detrás de su compatriota Ralph Rose y el británico Denis Horgan.